# Oscar za najboljeg glavnog glumca
Oscar za najboljeg glavnog glumca (eng. Academy Award for Best Performance by an Actor in a Leading Role) je jedna od Nagrada za zasluge koje svake godine dodjeljuje Akademija filmskih umjetnosti i znanosti (AMPAS) kako bi odala počast glumcima koji su ostvarili izvanredne izvedbe tijekom rada u filmskoj industriji. Prije 49. dodjele Oscara (1976.), ova nagrada je bila poznata pod imenom Oscar za zasluge za izvedbu glumca (eng. Academy Award of Merit for Performance by an Actor). Od samog početka, nagrada se obično nazivala kao Oscar za najboljeg glumca. Dok glumce nominiraju sami glumci i glumice, pobjednike izabiru svi članovi Akademije.

## Povijest
Tijekom posljednjih 80 godina, računajući izjednačenja i ponovne dobitnike, Akademija je dodijelila ukupno 81 nagradu za najboljeg glumca 73 različitim glumcima. Pobjednici dobivaju poznatu statuu Oscara koja prikazuje zlatnog viteza koji drži križarski mač i stoji na roli filma. Prvi dobitnik bio je Emil Jannings koji je nagrađen na prvoj dodjeli (1927./1928.) za svoju izvedbu u Posljednjoj zapovijedi i Puta svega živog. Posljednji dobitnik do danas je Daniel Day-Lewis, koji je nagrađen na 80. dodjeli (2007.) za svoju izvedbu u Bit će krvi.
U prve tri godine Oscara, pojedinci kao što su glumci i redatelji bili su nominirani za najbolje u svojim kategorijama. Tada su nagrađivani svi njihovi radovi tijekom kvalificirajućeg razdoblja (pa su tako neki imali po tri filma navedena iza nagrade). No, tijekom 3. dodjele (1929./1930.), samo je jedan od tih filmova navođen za dobitnikovu nagradu, iako su glumci dobitnici imali po dva filma navedena. Za 4. dodjelu je ovaj zbunjujući sustav zamijenjen današnjim u kojem je glumac nominiran za izvedbu u jednom filmu. Takve nominacije su ograničene na pet po godini. Do 8. dodjele (1935.), nominacije su se odnosile na sve glumce, bilo glavne ili sporedne. Nakon 9. dodjele (1936.) je uvedena kategorija najboljeg sporednog glumca zbog prigovora da Akademija favorizira glavne glumce s više vremena na ekranu. Bez obzira na to, Lionel Barrymore je osvojio nagradu za najboljeg glumca (Slobodna duša, 1931.), dok je Franchot Tone bio nominiran za najboljeg glumca (Pobuna na brodu Bounty, 1935.) za njihove izvedbe u sporednim ulogama. Trenutno kategorije najboljeg glavnog glumca, najbolje glavne glumice, najboljeg sporednog glumca i najbolje sporedne glumice čine četiri Oscara za zasluge za glumu koje svake godine dodjeljuje Akademija.

## Superlativi
| Superlativ                              | Najbolji glumac                  | Najbolji glumac | Najbolji sporedni glumac                                      | Najbolji sporedni glumac | Ukupno                                            | Ukupno |
| --------------------------------------- | -------------------------------- | --------------- | ------------------------------------------------------------- | ------------------------ | ------------------------------------------------- | ------ |
| Glumac s najviše nagrada                | Daniel Day-Lewis                 | 3               | Walter Brennan                                                | 3                        | Walter Brennan, Jack Nicholson i Daniel Day Lewis | 3      |
| Glumac s najviše nominacija             | Spencer Tracy i Laurence Olivier | 9               | Walter Brennan, Claude Rains, Arthur Kennedy i Jack Nicholson | 4                        | Jack Nicholson                                    | 12     |
| Glumac s najviše nominacija bez pobjede | Peter O'Toole                    | 8               | Claude Rains i Arthur Kennedy                                 | 4                        | Peter O'Toole                                     | 8      |
| Film s najviše nominacija               | Pobuna na brodu Bounty           | 3               | Na dokovima New Yorka, Kum i Kum II                           | 3                        | Na dokovima New Yorka, Kum i Kum II               | 4      |
| Najstariji pobjednik                    | Henry Fonda                      | 76              | George Burns                                                  | 80                       | George Burns                                      | 80     |
| Najstariji nominirani                   | Richard Farnsworth               | 79              | Hal Holbrook                                                  | 82                       | Hal Holbrook                                      | 82     |
| Najmlađi pobjednik                      | Adrien Brody                     | 29              | Timothy Hutton                                                | 20                       | Timothy Hutton                                    | 20     |
| Najmlađi nominirani                     | Jackie Cooper                    | 9               | Justin Henry                                                  | 8                        | Justin Henry                                      | 8      |

### Tri Oscara
Do 2013. godine samo je jedan glumac uspio osvojiti Oscar za najboljeg glumca triput, Daniel Day-Lewis. Osvojio ih je za filmove: Moje lijevo stopalo 1989., Bit će krvi 2007. i Lincoln 2012. godine

### Dva Oscara
Osmorica glumaca dobitnika nagrade za najboljeg glumca su dvaput osvojili nagradu. Kronološkim slijedom, oni su: Spencer Tracy (1937., 1938.), Fredric March (1932., 1946.), Gary Cooper (1941., 1952.), Marlon Brando (1954., 1972.), Dustin Hoffman (1979., 1988.), Tom Hanks (1993., 1994.), Jack Nicholson (1975., 1997.) i Sean Penn (2003. i 2008. godine). Tracy i Hanks su jedina dvojica koji su je osvojili dvije godine uzastopno. Osim toga, i Tracy i Hanks su imali isto godina u vrijeme kad su osvojili Oscare: 37 za prvi i 38 za drugi.

### Nominacije
Glumci s najviše nominacija u ovoj kategoriji su Spencer Tracy i Laurence Olivier, po devet svaki. Paul Newman, Jack Nicholson i Peter O'Toole dijele treće mjesto s osam nominacija. Nicholson je svoje nagrade osvojio u rekordnom razmaku od 22 godine. O'Toole drži rekord za najduže razdoblje između svoje prve i zadnje nominacije (44 godine), a rekorder je i po najvećem broju nominacija bez ijedne pobjede (osam).
Šest glumaca je osvojilo nagrade za najboljeg i sporednog glumca: Jack Lemmon, Robert De Niro, Jack Nicholson, Gene Hackman, Kevin Spacey i Denzel Washington.
Dva glumca su osvojila Oscara (za najboljeg i sporednog glumca) za portretiranje istog lika, don Vita Corleonea u Kumu i Kumu II. To su Marlon Brando i Robert De Niro.
U povijesti ove nagrade je bilo samo jedno izjednačenje. 1932., Fredric March je osvojio jedan glas više od Wallacea Beeryja. Akademijina pravila iz tog vremena to su smatrala izjednačenjem, pa su i March i Beery dobili nagradu. Prema sadašnjim pravilima Akademije, dvije nagrade se dodjeljuju samo ako dođe do točnog izjednačenja. Iako se to nikad nije dogodilo u ovoj kategoriji, 1968. se dogodilo u kategoriji najbolje glumice.
Peter Finch je jedini postumni pobjednik, a James Dean, Spencer Tracy i Massimo Troisi jedini postumni nominirani izvođači u ovoj kategoriji. Dean je dvaput bio postumno nominiran.
Tri glumca su bila nominirana za najboljeg za ulogu istog lika: Bing Crosby kao Otac O'Malley u Idući svojim putem i Zvona Svete Marije, Peter O'Toole kao kralj Henrik II. u Becketu i Zimi jednog lava, i Paul Newman kao "Brzi Eddie" Felson u Hazarderu i  Boji novca. (Al Pacino je bio nominiran 1974. za ulogu za koju je već prethodno bio nominiran za najboljeg sporednog glumca, Michaela Corleonea, u Kumu II).
Nekoliko parova glumaca je bilo nominirano za uloge istih likova ili povijesnih ličnosti: Fredric March i James Mason kao Norman Maine u Zvijezda je rođena, Robert Donat i Peter O'Toole kao Chipping u Zbogom, gospodine Chips, Laurence Olivier i Kenneth Branagh kao Henrik V., Charles Laughton i Richard Burton kao Henrik VIII., Leslie Howard i Rex Harrison kao Profesor Henry Higgins u Pygmalionu i My Fair Lady, Jose Ferrer i Gerard Depardieu kao Cyrano de Bergerac i Robert Montgomery i Warren Beatty kao Joe Pendleton u Dolazi gospodin Jordan i Nebo može čekati (1978.). Robert De Niro osvojio je Oscara za sporednog glumca za ulogu Vita Corleonea u Kumu II za koju je Marlon Brando prije toga osvojio nagradu za najboljeg glumca.
Laurence Olivier je jedini glumac koji je osvojio Oscara za šekspirijansku ulogu: najbolji glumac za Hamleta (1948.). Olivier je osvojio i Oscara za životno djelo za Henrika V. (1944.).
Robert Downey, Jr. je jedini nominirani glumac koji je glumio prethodno nominiranog, Charlesa Chaplina u Chaplinu.
Dva glumca su režirala svoje pobjedničke izvedbe: Laurence Olivier u Hamletu i Roberto Benigni u Život je lijep. Međutim, do danas nitko nije osvojio redateljsku i glumačku nagradu.
Dva glumca su odbila nagradu: George C. Scott, koji ju je osvojio za Pattona 1970. (odbio je i nominaciju za najboljeg sporednog glumca za Hazardera 1961.); i Marlon Brando nakon osvajanja svog drugog Oscara za Kuma 1972.
Nekoliko ranih pobjedničkih i nominiranih izvedbi je naknadno izgubljeno, uključujući Emila Janningsa u Put svega živog (1928.), Lewisa Stonea u Patriotu (1928.) i Lawrencea Tibbetta u The Rouge Song (1930.), od kojih su preostali samo kratki fragmenti i soundtrackovi.

## Pobjednici i nominirani
Vodeći se Akademijinom praksom, filmovi ispod poredani su po godinama njihova prikazivanja u Los Angelesu, što je obično (ali ne i uvijek) u godini izdanja. Na primjer, Oscar za najboljeg redatelja 1999. se dodjeljuje tijekom svečanosti održane 2000. godine

### 1920-e
| Godina        | Dobitnik film                                          | Nominirani                                                                                         |
| ------------- | ------------------------------------------------------ | -------------------------------------------------------------------------------------------------- |
| 1927. – 1928. | Emil Jannings – Posljednja zapovijed – Put svega živog | Richard Barthelmess – The Noose i The Patent Leather Kid                                           |
| 1928. – 1929. | Warner Baxter – U staroj Arizoni                       | George Bancroft – Thunderbolt Chester Morris – Alibi Paul Muni – The Valiant Lewis Stone – Patriot |

### 1930-e
| Godina        | Dobitnik film                                                | Nominirani |
| ------------- | ------------------------------------------------------------ | --- |
| 1929. – 1930. | George Arliss – Disraeli                                     | George Arliss – Zelena božica Wallace Beery – Velika kuća Maurice Chevalier – Veliko jezero i Ljubavna parada Ronald Colman – Bulldog Drummond i Osuđen Lawrence Tibbett – The Rogue Song |
| 1930. – 1931. | Lionel Barrymore – Slobodna duša                             | Adolphe Menjou – Naslovna strana Jackie Cooper – Skippy Richard Dix – Cimarron Fredric March – Kraljevska broadwayska obitelj                                                             |
| 1931. – 1932. | Wallace Beery – Šampion Fredric March – Dr. Jekyll i g. Hyde | Alfred Lunt – Stražar |
| 1932. – 1933. | Charles Laughton – Privatni život Henrika VIII.              | Leslie Howard – Berkley Square Paul Muni – Ja sam bjegunac s robije |
| 1934.         | Clark Gable – Dogodilo se jedne noći                         | Frank Morgan – Cellinijeve afere William Powell – Tanki čovjek |
| 1935.         | Victor McLaglen – Doušnik                                    | Clark Gable – Pobuna na brodu Bounty Charles Laughton – Pobuna na brodu Bounty Franchot Tone – Pobuna na brodu Bounty                                                                     |
| 1936.         | Paul Muni – Louis Pasteur                                    | Gary Cooper – Gospodin Deeds ide u grad Walter Huston – Dodsworth William Powell – Moj čovjek Godfrey Spencer Tracy – San Francisco                                                       |
| 1937.         | Spencer Tracy – Kapetan Hrabrost                             | Charles Boyer – Conquest Fredric March – Zvijezda je rođena Robert Montgomery – Noć mora pasti Paul Muni – Život Emila Zole                                                               |
| 1938.         | Spencer Tracy – Grad dječaka                                 | Charles Boyer – Alžir James Cagney – Anđeli garava lica Robert Donat – Citadela Leslie Howard – Pygmalion                                                                                 |
| 1939.         | Robert Donat – Zbogom, gospodine Chips                       | Clark Gable – Zameo ih vjetar Laurence Olivier – Orkanski visovi Mickey Rooney – Djeca pod oružjem James Stewart – Gospodin Smith ide u Washington                                        |

### 1940-e
| Godina | Dobitnik film                                | Nominirani |
| ------ | -------------------------------------------- | --- |
| 1940.  | James Stewart – Priča iz Philadelphije       | Charlie Chaplin – Veliki diktator Henry Fonda – Plodovi gnjeva Raymond Massey – Abraham Lincoln Laurence Olivier – Rebecca                  |
| 1941.  | Gary Cooper – Narednik York                  | Walter Huston – Vrag i Daniel Webster Robert Montgomery – Stiže g. Jordan Orson Welles – Građanin Kane                                      |
| 1942.  | James Cagney – Yankee Doodle Dandy           | Ronald Colman – Robovi prošlosti Gary Cooper – Ponos Jenkija Walter Pidgeon – Gđa. Miniver Monty Woolley – The Pied Piper                   |
| 1943.  | Paul Lukas – Straža na Rajni                 | Humphrey Bogart – Casablanca Gary Cooper – Kome zvono zvoni Walter Pidgeon – Madam Curie Mickey Rooney – Ljudska komedija                   |
| 1944.  | Bing Crosby – Idući svojim putem             | Charles Boyer – Plinsko svjetlo Barry Fitzgerald – Idući svojim putem Cary Grant – None but the Lonely Heart Alexander Knox – Wilson        |
| 1945.  | Ray Milland – Izgubljeni vikend              | Bing Crosby – Zvona Svete Marije Gene Kelly – Spustite sidra Gregory Peck – Ključevi kraljevstva Cornel Wilde – Nezaboravna melodija        |
| 1946.  | Fredric March – Najbolje godine naših života | Laurence Olivier – Henrik V. Larry Parks – Priča o Alu Jolsonu Gregory Peck – Proljeće života James Stewart – Divan život                   |
| 1947.  | Ronald Colman – Dvostruki život              | John Garfield – Tijelo i duša Gregory Peck – Džentlmenski sporazum Michael Redgrave – Korota pristaje Elektri William Powell – Život s ocem |
| 1948.  | Laurence Olivier – Hamlet                    | Lew Ayres – Johnny Belinda Montgomery Clift – Potraga Dan Dailey – When My Baby Smiles at Me Clifton Webb – Čuvajući bebe                   |
| 1949.  | Broderick Crawford – Svi kraljevi ljudi      | Kirk Douglas – Šampion Gregory Peck – Polijetanje usred dana Richard Todd – Žustro srce John Wayne – Pijesak Iwo Jime                       |

### 1950-e
| Godina | Dobitnik film                         | Nominirani |
| ------ | ------------------------------------- | --- |
| 1950.  | José Ferrer – Cyrano de Bergerac      | Louis Calhern – The Magnificent Yankee William Holden – Bulevar sumraka James Stewart – Harvey Spencer Tracy – Mladenkin otac                           |
| 1951.  | Humphrey Bogart – Afrička kraljica    | Marlon Brando – Tramvaj zvan čežnja Montgomery Clift – Mjesto pod suncem Arthur Kennedy – Gorka pobjeda Fredric March – Smrt trgovačkog putnika         |
| 1952.  | Gary Cooper – Točno u podne           | Marlon Brando – Viva Zapata! Kirk Douglas – Grad iluzija José Ferrer – Moulin Rouge Alec Guinness – Banda s Lavender Hilla                              |
| 1953.  | William Holden – Stalag 17            | Marlon Brando – Julije Cezar Richard Burton – Tunika Montgomery Clift – Odavde do vječnosti Burt Lancaster – Odavde do vječnosti                        |
| 1954.  | Marlon Brando – Na dokovima New Yorka | Humphrey Bogart – Pobuna na Caineu Bing Crosby – Provincijalka James Mason – Zvijezda je rođena Dan O'Herlihy – Pustolovine Robinsona Cruseoa           |
| 1955.  | Ernest Borgnine – Marty               | James Cagney – Voli me ili ostavi James Dean – Istočno od Raja Frank Sinatra – Čovjek sa zlatnom rukom Spencer Tracy – Loš dan u Black Rocku            |
| 1956.  | Yul Brynner – Kralj i ja              | James Dean – Div Kirk Douglas – Žudnja za životom Rock Hudson – Div Laurence Olivier – Richard III.                                                     |
| 1957.  | Alec Guinness – Most na rijeci Kwai   | Marlon Brando – Sayonara Anthony Franciosa – Šešir pun kiše Charles Laughton – Svjedok optužbe Anthony Quinn – Divlji vjetar                            |
| 1958.  | David Niven – Odvojeni stolovi        | Tony Curtis – Bijeg u lancima Paul Newman – Mačka na vrućem limenom krovu Sidney Poitier – Bijeg u lancima Spencer Tracy – Starac i more                |
| 1959.  | Charlton Heston – Ben-Hur             | Laurence Harvey – Put u visoko društvo Jack Lemmon – Neki to vole vruće Paul Muni – Posljednji gnjevni čovjek James Stewart – Anatomija jednog umorstva |

### 1960-e
| Godina | Dobitnik film                           | Nominirani |
| ------ | --------------------------------------- | --- |
| 1960.  | Burt Lancaster – Elmer Gantry           | Trevor Howard – Sinovi i ljubavnici Jack Lemmon – Apartman Laurence Olivier – Zabavljač Spencer Tracy – Naslijedi vjetar                                  |
| 1961.  | Maximilian Schell – Suđenje u Nürnbergu | Charles Boyer – Fanny Paul Newman – Hazarder Spencer Tracy – Suđenje u Nürnbergu Stuart Whitman – The Mark                                                |
| 1962.  | Gregory Peck – Ubiti pticu rugalicu     | Burt Lancaster – Ptičar iz Alcatraza Jack Lemmon – Dani vina i ruža Marcello Mastroianni – Razvod na talijanski način Peter O'Toole – Lawrence od Arabije |
| 1963.  | Sidney Poitier – Ljiljani u polju       | Albert Finney – Tom Jones Richard Harris – Sportski život Rex Harrison – Kleopatra Paul Newman – Hud                                                      |
| 1964.  | Rex Harrison – My Fair Lady             | Richard Burton – Becket Peter O'Toole – Becket Anthony Quinn – Grk Zorba Peter Sellers – Dr. Strangelove ili: Kako sam naučio ne brinuti i zavolio bombu  |
| 1965.  | Lee Marvin – Cat Ballou                 | Richard Burton – Špijun koji je došao iz hladnoće Laurence Olivier – Othello Rod Steiger – Čovjek iz zalagaonic Oskar Werner – Brod luđaka                |
| 1966.  | Paul Scofield – Čovjek za sva vremena   | Alan Arkin – Rusi dolaze, Rusi dolaze Richard Burton – Tko se boji Virginije Woolf? Michael Caine – Alfie Steve McQueen – Misija u Kini                   |
| 1967.  | Rod Steiger – U vrelini noći            | Warren Beatty – Bonnie i Clyde Dustin Hoffman – Diplomac Paul Newman – Hladnokrvni kažnjenik Spencer Tracy – Pogodi tko dolazi na večeru                  |
| 1968.  | Cliff Robertson – Charly                | Alan Arkin – Srce je usamljeni lovac Alan Bates – The Fixer Ron Moody – Oliver! Peter O'Toole – Zima jednog lava                                          |
| 1969.  | John Wayne – Čovjek zvan hrabrost       | Richard Burton – Anne od tisuću dana Dustin Hoffman – Ponoćni kauboj Peter O'Toole – Zbogom, gospodine Chips Jon Voight – Ponoćni kauboj                  |

### 1970-e
| Godina | Dobitnik film                                  | Nominirani |
| ------ | ---------------------------------------------- | --- |
| 1970.  | George C. Scott – Patton                       | Melvyn Douglas – Nikad nisam pjevao svom ocu James Earl Jones – Velika bijela nada Jack Nicholson – Pet lakih komada Ryan O'Neal – Ljubavna priča |
| 1971.  | Gene Hackman – Francuska veza                  | Peter Finch – Nedjelja, krvava nedjelja Walter Matthau – Kotch George C. Scott – Bolnica Topol – Guslač na krovu                                  |
| 1972.  | Marlon Brando – Kum                            | Michael Caine – Njuškalo Laurence Olivier – Njuškalo Peter O'Toole – Vladajuća klasa Paul Winfield – Sounder                                      |
| 1973.  | Jack Lemmon – Spasite tigra                    | Marlon Brando – Posljednji tango u Parizu Jack Nicholson – Posljednji zadatak Al Pacino – Serpico Robert Redford – Žalac                          |
| 1974.  | Art Carney – Harry i Tonto                     | Albert Finney – Ubojstvo u Orijent Ekspresu Dustin Hoffman – Lenny Jack Nicholson – Kineska četvrt Al Pacino – Kum II                             |
| 1975.  | Jack Nicholson – Let iznad kukavičjeg gnijezda | Walter Matthau – Sunčani momci Al Pacino – Pasje poslijepodne Maximilian Schell – Čovjek u staklenoj ćeliji James Whitmore – Pokaži im, Harry!    |
| 1976.  | Peter Finch – TV mreža                         | Robert De Niro – Taksist Giancarlo Giannini – Sedam ljepotica William Holden – TV mreža Sylvester Stallone – Rocky                                |
| 1977.  | Richard Dreyfuss – Djevojka za zbogom          | Woody Allen – Annie Hall Richard Burton – Equus Marcello Mastroianni – Jedan izuzetan dan John Travolta – Groznica subotnje večeri                |
| 1978.  | Jon Voight – Povratak veterana                 | Warren Beatty – Nebo može čekati Gary Busey – Priča o Buddyju Hollyju Robert De Niro – Lovac na jelene Laurence Olivier – Momci iz Brazila        |
| 1979.  | Dustin Hoffman – Kramer protiv Kramera         | Jack Lemmon – Kineski sindrom Roy Scheider – Sav taj jazz Peter Sellers – Dobrodošli, g. Chance Al Pacino – ...I pravda za sve                    |

### 1980-e
| Godina | Dobitnik film                               | Nominirani |
| ------ | ------------------------------------------- | --- |
| 1980.  | Robert De Niro – Razjareni bik              | Robert Duvall – Veliki Santini John Hurt – Čovjek slon Jack Lemmon – Doprinos Peter O'Toole – Kaskader                                    |
| 1981.  | Henry Fonda – Ljetnikovac na Zlatnom jezeru | Warren Beatty – Crveni Burt Lancaster – Atlantic City Dudley Moore – Arthur Paul Newman – Bez pakosti                                     |
| 1982.  | Ben Kingsley – Gandhi                       | Dustin Hoffman – Tootsie Jack Lemmon – Nestali Paul Newman – Presuda Peter O'Toole – Moja omiljena godina                                 |
| 1983.  | Robert Duvall – Nježno milosrđe             | Michael Caine – Odgajajući Ritu Tom Conti – Reuben, Reuben Tom Courtenay – Garderobijer Albert Finney – Garderobijer                      |
| 1984.  | F. Murray Abraham – Amadeus                 | Jeff Bridges – Čovjek sa zvijezde Albert Finney – Pod vulkanom Tom Hulce – Amadeus Sam Waterston – Polja smrti                            |
| 1985.  | William Hurt – Poljubac žene pauka          | Harrison Ford – Svjedok James Garner – Murphyjeva romansa Jack Nicholson – Čast Prizzijevih Jon Voight – Pomahnitali vlak                 |
| 1986.  | Paul Newman – Boja novca                    | Dexter Gordon – Oko ponoći'.' Bob Hoskins – Mona Lisa William Hurt – Djeca manjeg boga James Woods – Salvador                             |
| 1987.  | Michael Douglas – Wall Street               | William Hurt – TV Dnevnik Marcello Mastroianni – Crne oči Jack Nicholson – Čelični korov Robin Williams – Dobro jutro, Vijetname          |
| 1988.  | Dustin Hoffman – Kišni čovjek               | Gene Hackman – Mississippi u plamenu Tom Hanks – Veliki Edward James Olmos – Stoj i dostavi Max von Sydow – Pele osvajač                  |
| 1989.  | Daniel Day-Lewis – Moje lijevo stopalo      | Kenneth Branagh – Henrik V. Tom Cruise – Rođen 4. srpnja Morgan Freeman – Vozeći gospođicu Daisy Robin Williams – Društvo mrtvih pjesnika |

### 1990-e
| Godina | Dobitnik film                         | Nominirani |
| ------ | ------------------------------------- | --- |
| 1990.  | Jeremy Irons – Žrtve bogatstva        | Kevin Costner – Ples s vukovima Robert De Niro – Buđenja Gerard Depardieu – Cyrano de Bergerac Richard Harris – Polje                           |
| 1991.  | Anthony Hopkins – Kad jaganjci utihnu | Warren Beatty – Bugsy Robert De Niro – Rt straha Nick Nolte – Gospodar plime Robin Williams – Kralj ribara                                      |
| 1992.  | Al Pacino – Miris žene                | Robert Downey, Jr. – Chaplin Clint Eastwood – Nepomirljivi Stephen Rea – Plačljiva igra Denzel Washington – Malcolm X                           |
| 1993.  | Tom Hanks – Philadelphia              | Laurence Fishburne – Što ljubav ima s tim? Anthony Hopkins – Na kraju dana Daniel Day-Lewis – U ime oca Liam Neeson – Schindlerova lista        |
| 1994.  | Tom Hanks – Forrest Gump              | Morgan Freeman – Iskupljenje u Shawshanku Nigel Hawthorne – Ludilo kralja Georgea Paul Newman – Ničija budala John Travolta – Pakleni šund      |
| 1995.  | Nicolas Cage – Napuštajući Las Vegas  | Richard Dreyfuss – Opus gospodina Hollanda Anthony Hopkins – Nixon Sean Penn – Odlazak u smrt Massimo Troisi – Poštar                           |
| 1996.  | Geoffrey Rush – Sjaj                  | Tom Cruise – Jerry Maguire Ralph Fiennes – Engleski pacijent Woody Harrelson – Narod protiv Larryja Flynta Billy Bob Thornton – Oštrica zločina |
| 1997.  | Jack Nicholson – Bolje ne može        | Matt Damon – Dobri Will Hunting Robert Duvall – Apostol Peter Fonda – Uleejevo zlato Dustin Hoffman – Predsjedničke laži                        |
| 1998.  | Roberto Benigni – Život je lijep      | Tom Hanks – Spašavanje vojnika Ryana Ian McKellenn – Bogovi i čudovišta Nick Nolte – Grad zločina Edward Norton – Generacija X                  |
| 1999.  | Kevin Spacey – Vrtlog života          | Russell Crowe – Probuđena savjest Richard Farnsworth – Prava priča Sean Penn – Biti najbolji Denzel Washington – Uragan                         |

### 2000-e
| Godina | Dobitnik film                              | Nominirani |
| ------ | ------------------------------------------ | --- |
| 2000.  | Russell Crowe – Gladijator                 | Javier Bardem – Prije noći Tom Hanks – Brodolom života Ed Harris – Pollock Geoffrey Rush – Otrovno pero Markiza de Sadea                                     |
| 2001.  | Denzel Washington – Dan obuke              | Russell Crowe – Genijalni um Sean Penn – Ja sam Sam Will Smith – Ali Tom Wilkinson – U zamci                                                                 |
| 2002.  | Adrien Brody – Pijanist                    | Nicolas Cage – Adaptacija Michael Caine – Mirni Amerikanac Daniel Day-Lewis – Bande New Yorka Jack Nicholson – Gospodin Schmidt                              |
| 2003.  | Sean Penn – Mistična rijeka                | Johnny Depp – Pirati s Kariba: Prokletstvo Crnog bisera Ben Kingsley – Kuća pijeska i magle Jude Law – Studengora Bill Murray – Izgubljeni u prijevodu       |
| 2004.  | Jamie Foxx – Ray                           | Don Cheadle – Hotel Ruanda Johnny Depp – San za životom J. M. Barrieja Leonardo DiCaprio – Avijatičar Clint Eastwood – Djevojka od milijun dolara            |
| 2005.  | Philip Seymour Hoffman – Capote            | Terrence Howard – Gužva i frka Heath Ledger – Planina Brokeback Joaquin Phoenix – Hod po rubu David Strathairn – Laku noć i sretno                           |
| 2006.  | Forest Whitaker – Posljednji kralj Škotske | Leonardo DiCaprio – Krvavi dijamant Ryan Gosling – Half Nelson Peter O'Toole – Venera Will Smith – U potrazi za srećom                                       |
| 2007.  | Daniel Day-Lewis – Bit će krvi             | George Clooney – Michael Clayton Johnny Depp – Sweeney Todd: Đavolji brijač Fleet Streeta Tommy Lee Jones – Dolina nestalih Viggo Mortensen – Ruska obećanja |
| 2008.  | Sean Penn – Milk                           | Richard Jenkins – Gost Frank Langella – Frost/Nixon Brad Pitt – Neobična priča o Benjaminu Buttonu Mickey Rourke – Hrvač                                     |
| 2009.  | Jeff Bridges – Crazy Heart                 | George Clooney - Ni na nebu, ni na zemlji Colin Firth - A Single Man Morgan Freeman - Invictus Jeremy Renner - Narednik James                                |

### 2010-e
| Godina | Dobitnik film                                 | Nominirani |
| ------ | --------------------------------------------- | --- |
| 2010.  | Colin Firth – Kraljev govor                   | Javier Bardem – Biutiful Jeff Bridges – Čovjek zvan hrabrost Jesse Eisenberg – Društvena mreža James Franco – 127 sati                                     |
| 2011.  | Jean Dujardin – Umjetnik                      | Demián Bichir – A Better Life George Clooney – Nasljednici Gary Oldman – Dečko, dama, kralj, špijun Brad Pitt – Igra pobjednika                            |
| 2012.  | Daniel Day-Lewis – Lincoln                    | Bradley Cooper – U dobru i u zlu Hugh Jackman – Jadnici Joaquin Phoenix – Master Denzel Washington – Let                                                   |
| 2013.  | Matthew McConaughey – Dobri dileri iz Dallasa | Christian Bale – Američki varalice Bruce Dern – Nebraska Leonardo DiCaprio – Vuk s Wall Streeta Chiwetel Ejiofor – 12 godina ropstva                       |
| 2014.  | Eddie Redmayne – Teorija svega                | Steve Carell – Foxcatcher: Priča koja je šokirala svijet Bradley Cooper – Američki snajper Benedict Cumberbatch – Igra oponašanja Michael Keaton – Birdman |
| 2015.  | Leonardo DiCaprio – Povratnik                 | Bryan Cranston – Trumbo Matt Damon – Marsovac Michael Fassbender – Steve Jobs Eddie Redmayne – Dankinja                                                    |
| 2016.  | Casey Affleck – Manchester by the Sea         | Andrew Garfield – Greben spašenih Ryan Gosling – La La Land Viggo Mortensen – Kapetan Fantastični Denzel Washington – Ograde                               |
| 2017.  | Gary Oldman – Prijelomni čas                  | Timothée Chalamet – Skrivena ljubav Daniel Day-Lewis – Fantomska nit Daniel Kaluuya – Bježi Denzel Washington – Roman J. Israel, Esq.                      |
| 2018.  | Rami Malek – Bohemian Rhapsody                | Brandley Copper – Zvijezda je rođena Christian Bale – Čovjek iz sjene Viggo Mortensen – Zelena knjiga: Vodič za život Willem Dafoe – Na vratima vječnosti  |
| 2019.  | Joaquin Phoenix – Joker                       | Adam Driver – Priča o braku Antonio Banderas – Tuga i slava Jonathan Pryce – Dvojica papa Leonardo DiCaprio – Bilo jednom... u Hollywoodu                  |

### 2020-e
| Godina | Dobitnik film                | Nominirani |
| ------ | ---------------------------- | --- |
| 2020.  | Anthony Hopkins – Otac       | Riz Ahmed – Zvuk metala Chadwick Boseman – Ma Rainey: Majka bluesa Gary Oldman – Mank Steven Yeun – Minari                                  |
| 2021.  | Will Smith – Kralj Richard   | Javier Bardem – Biti Ricardo Benedict Cumberbatch – Šape pasje Andrew Garfield – Tick, Tick... Boom! Denzel Washington – Tragedija Macbetha |
| 2022.  | Brendan Fraser – Kit         | Austin Butler – Elvis Colin Farrell – Duhovi otoka Paul Mescal – Poslije sunca Bill Nighy – Živjeti                                         |
| 2023.  | Cillian Murphy – Oppenheimer | Bradley Cooper – Maestro Colman Domingo – Rustin Paul Giamatti – The Holdovers Jeffrey Wright – Američka fikcija                            |

## Strani dobitnici
Kako su Oscari osnovani u Sjedinjenim Državama te se fokusiraju na hollywoodsku filmsku industriju, većina dobitnika Oscara su bili Amerikanci. Bez obzira na to, mnogo je glumaca pobjednika bilo iz inozemstva.
- Australija: Russell Crowe, Geoffrey Rush
- Austrija: Maximilian Schell
- Bahami: Sidney Poitier
- Irska: Daniel Day-Lewis, Cillian Murphy
- Italija: Roberto Benigni
- Kanada: Brendan Fraser
- Novi Zeland: Russell Crowe
- Portoriko: José Ferrer
- Švicarska: Emil Jannings
- Ujedinjeno Kraljevstvo: George Arliss, Ronald Colman, Daniel Day-Lewis, Robert Donat, Peter Finch, Alec Guinness, Rex Harrison, Anthony Hopkins, Jeremy Irons, Ben Kingsley, Charles Laughton, Victor McLaglen, Ray Milland, David Niven, Laurence Olivier, Paul Scofield i Eddie Redmayne

Na 37. dodjeli Oscara (1964.), po prvi put u povijesti, sve četiri glumačke nagrade su otišle neameričkim glumcima: Rexu Harrisonu, Julie Andrews, Peteru Ustinovu i Lili Kedrovoj. To se drugi put dogodilo na 80. dodjeli (2007.) kad su pobjednici bili Daniel Day-Lewis, Marion Cotillard, Javier Bardem i Tilda Swinton.

## Vanjske poveznice
- Oscars.org (službena stranica Akademije)
- Oscar.com (službena promotivna stranica dodjele)
- Akademijina baza podataka  Arhivirana inačica izvorne stranice od 13. rujna 2008. (Wayback Machine) (službena stranica)